# Poly Bridge 2
Poly Bridge 2 là một trò chơi mô phỏng xây cầu được phát triển và phát hành bởi Dry Cactus. Đây là phần tiếp theo của Poly Bridge. Trò chơi có sẵn trên toàn thế giới trên Linux, macOS, Microsoft Windows, Android, và iOS.

## Bài nhạc
Tất cả nhạc phẩm được soạn bởi Adrian Talens.
| Poly Bridge 2 (nhạc gốc) | Poly Bridge 2 (nhạc gốc)                             | Poly Bridge 2 (nhạc gốc) |
| STT                      | Nhan đề                                              | Thời lượng               |
| ------------------------ | ---------------------------------------------------- | ------------------------ |
| 1.                       | "Reconstruction"                                     | 2:52                     |
| 2.                       | "Safe Travels"                                       | 3:01                     |
| 3.                       | "All That Should Hold"                               | 2:47                     |
| 4.                       | "Ahead of the Curve"                                 | 3:20                     |
| 5.                       | "Hometown Hills"                                     | 3:48                     |
| 6.                       | "Taking Flight"                                      | 4:46                     |
| 7.                       | "Almost Was Good Enough"                             | 2:46                     |
| 8.                       | "Destinations"                                       | 2:41                     |
| 9.                       | "Passports and Postcards"                            | 4:36                     |
| 10.                      | "Across the Map"                                     | 2:47                     |
| 11.                      | "Woodland Drive"                                     | 2:33                     |
| 12.                      | "Royal Sunrise"                                      | 3:52                     |
| 13.                      | "Rocky Roads"                                        | 2:34                     |
| 14.                      | "Going Places (Phiên bản Poly Bridge 2)"             | 2:22                     |
| 15.                      | "Under Construction (Phiên bản Poly Bridge 2)"       | 3:11                     |
| 16.                      | "Field Trip (Phiên bản Poly Bridge 2)"               | 3:35                     |
| 17.                      | "On The Road (Phiên bản Poly Bridge 2)"              | 3:08                     |
| 18.                      | "Are We There Yet? (Phiên bản Poly Bridge 2)"        | 2:37                     |
| 19.                      | "Along For The Ride (Phiên bản Poly Bridge 2)"       | 2:43                     |
| 20.                      | "Countryside Song (Phiên bản Poly Bridge 2)"         | 4:06                     |
| 21.                      | "Campfire Dreams (Phiên bản Poly Bridge 2)"          | 3:06                     |
| 22.                      | "Fall Into Place (Phiên bản Poly Bridge 2)"          | 2:58                     |
| 23.                      | "Fingers Crossed (Phiên bản Poly Bridge 2)"          | 2:43                     |
| 24.                      | "Rest Area (Phiên bản Poly Bridge 2)"                | 4:56                     |
| 25.                      | "Cruise Control (Phiên bản Poly Bridge 2)"           | 2:58                     |
| 26.                      | "Other Side of the Bridge (Phiên bản Poly Bridge 2)" | 2:20                     |
| 27.                      | "Highway Driving (Phiên bản Poly Bridge 2)"          | 2:53                     |
| 28.                      | "Scenic Route (Phiên bản Poly Bridge 2)"             | 2:48                     |
| 29.                      | "River Crossing (Phiên bản Poly Bridge 2)"           | 3:13                     |
| 30.                      | "Pack Your Bags (Phiên bản Poly Bridge 2)"           | 3:42                     |
| 31.                      | "Station Wagon Sunset (Phiên bản Poly Bridge 2)"     | 3:09                     |
| 32.                      | "From Here to Somewhere (Phiên bản Poly Bridge 2)"   | 2:58                     |
| Tổng thời lượng:         | Tổng thời lượng:                                     | 1:40:49                  |